# 動物朋友
《動物朋友》是由動物朋友企劃發起的日本跨媒體製作作品。此企劃以匯集了許多萌擬人化野生動物——「動物女孩」的虛構動物園「JAPARI PARK」為舞台，推出各類衍生作品。最初在2015年由韓國遊戲公司Nexon發行的一款手机游戏，後來在《月刊少年Ace》上開始連載漫畫，角色的概念設定由吉崎觀音擔任，遊戲中也舉行過與吉崎的代表作《Keroro軍曹》合作的活動。作品標語為「你喜歡動物嗎？！」。後於2016年宣佈製作電視動畫，並在2017年1月播出。播出後在日本以及其他地區造成一定的轟動，動畫製作團隊也在編劇等各方面屢受好評。2017年7月26日公式書第五冊發售時同時宣布第二季動畫製作決定。然而在2017年9月底10月初，動畫製作團隊以及監督遭到不明原因剔除動畫第二季企劃，隨後第二季企劃暫時告終。2018年9月2日，《動物朋友》官方於「動物朋友LIVE ～PPP LIVE～」以及Youtube頻道宣布動物朋友2動畫製作企劃開始，2019年1月15日開始播放。

## 背景設定
傑帕力公園是匯集了全世界野生動物的巨大公園，內有莽原、雨林、沙漠、雪山等各種地形，棲息了包括現生種、滅絕種或傳說中的各種動物（UMA）。這些動物受到神秘物質砂之星影響而變成了動物女孩，其外表與生態雖保有部分原本的動物特徵，但彼此之間的關係較類似人類，她們都以傑帕力饅頭為食，因此不存在原本的食性。此外，傑帕力公園中還有神秘怪物天藍怪，這是對傑帕力公園造成威脅的敵人。
電子遊戲、電視動畫與漫畫的故事皆在此基本設定上開展，但劇情、角色和部份細節並不相同。例如在遊戲裡的砂之星是從天而降，而動畫版是自火山噴發出來。

## 製作
在一次對動畫製作公司YAOYOROZU的董事福原慶匡及KADOKAWACOMICS編輯部編輯長梶井齊的訪談中，兩人提到《動物朋友》企劃的目的是製作一個以吉崎觀音的畫與世界觀構成的、可以長達一百年的智慧財產權，而且是不分男女老少皆會喜歡的作品。他表示《動物朋友》的原作是「動物」，因此儘管吉崎觀音設計了作品裡諸如傑帕力公園、砂之星、天藍怪等設定，但吉崎只是概念設計。遊戲、漫畫和動畫的世界觀概念彼此共通，並沒有嚴格定義的設定，因此三者的製作人對此一概念的理解差異，導致了遊戲、漫畫和動畫作品在內容上的不同。而在製作動畫時，為了兼具嚴肅及搞笑而使用介於寫實與三頭身之間的頭身比。梶井提到，由於原作是動物，因此此企劃最初就不打算限制任何二次創作，他希望能讓喜歡該作品的人可以自由地創作，他也希望愛好者能畫出作品裡沒有的動物，讓世界觀更加宏大。他特別喜歡能讓人感受到《動物朋友》世界觀的衍生作品，更希望這些作品是老少咸宜的。為了讓故事不具有時代感，因此劇情沒有影射任何時事。
此一企劃的出發點是吉崎觀音在參觀新加坡的動物園時出現的靈感，而故事的主角藪貓也是首個被設計出來的角色。福原表示，一般而言以動物為主角的故事，都會以獅子、兔子之類知名度很高的動物做主角，若是能因為此作品讓一些知名度不高的動物廣為人知，應該可以算是成功。而梶井也認為，如果讀者在觀看作品後轉而對真實的動物產生興趣，製作方會非常高興，因此當動畫裡有新動物登場時，會標注該動物的目與科。
《動物朋友》以動物為主角，因此必須展現該動物的習性。但是福原提到沒辦法在動畫裡呈現動物的群聚生活與繁殖活動，因此在動畫表現上、盡可能地不涉及雌雄差異、繁殖與食性，必須靠其它特點來展現角色的動物特性。無論是小爪水獺玩石頭的特性、或藪貓跳躍的姿勢都參考了現實世界裡動物的舉動。此外，動物女孩的瞳孔亮光會依據牠們在現實世界中的生存狀況而不同，原型動物仍生存的動物女孩的瞳孔是有神采的、已滅絕的動物的眼睛是黯淡無光的。依據福原的陳述，《動物朋友》動畫導演達紀非常喜歡動物，對動物習性相當講究。動畫的製作團隊僅不到十人，而達紀負責了動畫的大部份內容，包括演出、製作和編輯都一手包辦。福原表示動畫是在一個「無菌」的環境下製作的，現今主流的動畫會在製作委員會到齊後、透過召開一次次的會議而製作，但當福原和吉崎這兩人討論出任何點子時，會立刻就加入動畫裡。換言之，《動物朋友》是在遠離了各種業界陳規下誕生的。動畫的故事大綱在2016年訂出，主軸設計成公路電影形式，讓背包與藪貓在各個地區旅行，與不同的朋友相遇和離別，而為了使故事更加豐富，增添了追兵（浣熊與耳廓狐）和PPP，此外追擊組也能讓觀眾回顧前幾集的劇情和角色。至於各集劇情的撰寫模式，達紀表示通常是先構思劇情，再決定場景，最後安排要讓何種角色登場；此外還要維持主線劇情一致的情況下，顧慮到各集之間的伏筆。監督表示，若一話僅有一個新的動物女孩登場，雖然製作上相對輕鬆、但劇情也變得單調，因此在大多數的劇集裡，新的動物女孩是一對一對地登場。
在動畫版聲優的選擇上，福原表示考慮到可能會在動物園舉行活動，因此必須找適合參與活動的聲優，除此之外比起能力、更重視聲優的性格是否與角色相符，負責替PPP配音的聲優更是如此。而聲優也會在演出時提供意見，修改原定的內容。在每一話新登場的兩個或多個角色中，通常會給關鍵的角色安排資深聲優、另一名角色則安排資淺的聲優，讓整體內容較為穩定。以第二話為例，為美洲豹配音的津田美波有七年資歷，而為小爪水獺配音的近藤玲奈有兩年資歷。為羊駝配音的藤井幸代於廣播節目中表示，自己在給羊駝配音時，考量到該角色獨自住在高山上，便想著或許會說方言，便採用方言配音。此外還參考了老奶奶的感覺，因為她認為該角色在劇中給自己的印象很像獨自住在鄉下、期待孫子回來的老奶奶。
製作動畫的消息於2016年3月公佈，而動畫化的消息於同年7月公佈，11月釋出預告片。由於動畫的開播日期（2017年1月）在遊戲結束營運日期（2016年12月）之後，因而在播出前遭受一些負評。在時段的選擇上，原本想安排在星期日早上播出，但因為排不進該時段而轉為深夜動畫。在動畫開播之前，梶井對於如何以有限的材料吸引觀眾觀看作品感到困擾，必須定期釋出情報讓觀眾產生興趣，又不能公開過多的情報、以免觀眾失去興趣。

## 遊戲

### 電子遊戲（Nexon版）

#### 營運
《動物朋友》電子遊戲由韓國遊戲公司Nexon開發及發行，Android與iOS版分別從2015年3月16日與3月19日開始營運。期間內推出與其他作品如《Keroro軍曹》、《攻殼機動隊》合作之遊戲內活動。
2016年3月16日，於營運一週年時宣佈完全免費化，同年3月31日取消道具收費系統，變更為完全免費制。
2016年11月14日，官方宣佈遊戲將於同年12月14日停止營運，並於該日停止營運。

#### 遊戲機制
雖以RPG為名，但實際遊戲設定較接近即時戰略遊戲。由至多五位動物女孩組成隊伍，逐一攻略向左捲動的「波」完成任務。進行方式為藉由消費名為「KP」（Kemo Power）的資源讓朋友在每一波內出擊，並擊倒敵人天藍怪。將該波中的敵人組合全數擊倒，或是讓動物女孩抵達設定的終點便可通過關卡。相反的、如果敵人組合到達左端則任務失敗。KP可用於提昇動物女孩的等級和技能。
動物女孩大部分藉由「搜索」系統獲得，也有一些是來自任務完成獎勵。透過分配從任務獎勵等途徑取得的Stock EXP，可使沒有參加戰鬥的朋友提升等級。等級上限視稀有度而定，但可藉由獲得相同動物女孩或是使用「野性解放」道具解除等級上限。裝備欄中各有一個可改變數值的配件欄與可改變外觀的服裝欄。配件可藉由特定任務取得，服裝可透過特定兌換券或部分任務掉落取得。

### 電子遊戲（武士道版）

#### 營運
2017年4月24日，官方宣佈重啓遊戲企劃，由武士道開發及發行。
2017年8月14日，官方宣佈推出兩款遊戲，分別定名為《動物朋友鬧鐘》及《動物朋友PAVILION》，2018年1月26日開始營運。
2020年5月20日晚，bilibili宣佈大陸地區代理，並定名為《动物朋友展览区》，5月21日正式開始營運。
2020年8月25日起，《動物朋友PAVILION》的營運從武士道轉移至Unique Wave。
2021年6月30日，動物朋友PAVILION日服運營結束，不过依然可以在离线状态下查看游戏内的数据，同时开放纪念版下载直到2021年7月30日。

## 電視動畫
自2017年1月在東京電視台等頻道播放。動畫以全3DCG製作，全12話（及真人特別節目1話）。台灣由曼迪傳播代理，自2017年5月27日起在曼迪動畫台頻道獨家首播。
動畫最後一話第12話「遊樂園」（ゆうえんち）播放完畢的隔週，在4月5日原播放時段01:35AM（GMT+9 日本標準時間），達紀監督在Twitter上宣布12.1話「類似巴士的」（ばすてき），並上傳至網路影音平台niconico動畫與YouTube的irodori個人頻道上，使用者皆可免費於平台上收看。

#### 動畫劇情
不知道自己是什麼動物、也不知為何來到傑帕力公園的背包在莽原區遇見了藪貓，藪貓告知他可以到圖書館查詢資料，並伴他同行。兩人抵達叢林後，神祕的機械「幸運獸」加入他們的旅途。另一方面，浣熊和耳廓狐認為背包是「帽子小偷」，便一路追蹤著他。背包和藪貓在旅途中取得了巴士，搭乘它經過沙漠、雪山、湖畔和平原，遇見各種動物朋友、並解決了他們的困難。在背包抵達圖書館後，他得知自己是可能已經滅絕的「人類」，並決定到最後發現人類的地點「港口」一探究竟。
抵達港口之後，背包發現了船隻，但也在附近發現巨型的天藍怪。背包將原本要用來讓自己出海尋找同伴的船隻用作對抗天藍怪的陷阱，企圖誘導天藍怪踏上船隻再將船弄沉。但在誘導過程中，藪貓為了救背包而遭天藍怪吞噬，背包救她脫困後、卻反而讓自己被吞噬。在走投無路之時，幸運獸聯絡旅途中見到的所有動物朋友、她們再度登場並共同誘導天藍怪登上船隻，再由幸運獸將船弄沉。而背包在脫困後，也因為本身是人類所變成的朋友而不會受到天藍怪的影響。
在擊退了天藍怪後，動物朋友們歡慶著和平，他們將巴士改造成船隻、讓背包能出海尋找人類。在背包出發後，藪貓悄悄地跟在後面，她們的冒險將持續下去。

### 登場角色

#### 主要角色
背包（聲：內田彩（日本）；維（香港））
本作主角之一，過去一切成謎、也不知道自己是什麼生物。和藪貓相遇後受她取名為「背包」。有著們所沒有、如同人類的智慧，因此為們解決很多難題。實為人類管理員「未來」帽子裡的一根頭髮受到了砂之星影響後、誕生出來的「人類朋友」。於第二季第6集再次登場時，個性與外表變了很多。
藪貓（聲：尾崎由香（日本）；黎皓宜（香港））
本作主角之一。本來以為要玩狩獵遊戲而追捕背包。後來因為擔心背包的安危，決定與背包一起展開尋找背包身世的旅程。
耳廓狐（聲：本宮佳奈（日本）；羅婉楓（香港））
跟著浣熊一起追蹤背包與藪貓一行人。
浣熊（聲：小野早稀（日本）；陳頴琪（香港））
看到未來的帽子「誕生」背包後，以為背包是帽子小偷進而追蹤背包與藪貓一行人。口頭禪是。
幸運獸（聲：未來（內田彩））
神秘的機械獸。們稱它做「Boss」。除非人類遇到危急，否則它只會對背包說話。
未來（聲：內田彩）
映像。

#### PPP
JAPARI PARK的偶像組合，全名為「PENGUINS Performance Project.」。
皇家企鵝（聲：佐佐木未來（日本）／姜嘉蕾（香港））
皇帝企鵝（聲：根本流風）
巴布亞企鵝（聲：田村響華）
跳岩企鵝（聲：相羽亞衣奈）
漢波德企鵝（聲：築田行子）

#### 其他角色
| 中文名       | 日文名 | 登場集數 | 聲優                       |
| ------------ | ------ | -------- | -------------------------- |
| 河馬         |        | 第一話   | 照井春佳／姜嘉蕾（香港）   |
| 馬島長尾狸貓 |        | 第二話   | 七海映子／陳頴琪（香港）   |
| 印度象       |        | 第二話   | 幸野由里亞／鄧潔麗（香港） |
| 小爪水獺     |        | 第二話   | 近藤玲奈／楊婉潼（香港）   |
| 美洲豹       |        | 第二話   | 津田美波／顧詠雪（香港）   |
| 花鹿         |        | 第二話   | 早乃香織／黃鳳兒（香港）   |
| 眼鏡王蛇     |        | 第二話   | 小野早稀                   |
| 小食蟻獸     |        | 第二話   | 本宮佳奈                   |
| 孔雀         |        | 第二話   | すみさなえ                 |
| 袋獾         |        | 第二話   | 佐々木未来／楊婉潼（香港） |
| 傘蜥         |        | 第二話   | 青地希望                   |
| 㺢㹢狓       |        | 第二話   | 根本流風／楊婉潼（香港）   |
| 朱鷺         |        | 第三話   | 金田朋子／譚淑嫻（香港）   |
| 蘇利羊駝     |        | 第三話   | 藤井幸代／羅婉楓（香港）   |
| 美洲紅䴉     |        | 第三話   | 綾乃あゆ美／黃鳳兒（香港） |

| 中文名         | 日文名 | 登場集數 | 聲優                         |
| -------------- | ------ | -------- | ---------------------------- |
| 沙漠貓         |        | 第四話   | Mewhan／鄧潔麗（香港）       |
| 槌之子（土龍） |        | 第四話   | 小林優／程文意（香港）       |
| 美洲河狸       |        | 第五話   | 下地紫野／黃鳳兒（香港）     |
| 黑尾土撥鼠     |        | 第五話   | 大空直美／何凱怡（香港）     |
| 獅             |        | 第六話   | 本多真梨子／陳雪瑩（香港）   |
| 原牛           |        | 第六話   | 原奈津子／姜嘉蕾（香港）     |
| 阿拉伯大羚羊   |        | 第六話   | 井上富美子／程文意（香港）   |
| 日本黑熊       |        | 第六話   | 苅谷瑠衣                     |
| 駝鹿           |        | 第六話   | 國府田麻理子／陳頴琪（香港） |
| 大犰狳         |        | 第六話   | 辻美優                       |
| 犀牛           |        | 第六話   | 丸山美紀／羅婉楓（香港）     |
| 非洲冕豪豬     |        | 第六話   | 石橋桃／黃鳳兒（香港）       |
| 豹變色龍       |        | 第六話   | 小見川千明／錢惠玲（香港）   |
| 鯨頭鸛         |        | 第六話   | 小森未彩／顧詠雪（香港）     |

| 中文名         | 日文名 | 登場集數 | 聲優                       |
| -------------- | ------ | -------- | -------------------------- |
| 白臉角鴞(博士) |        | 第七話   | 三上枝織／陳姻岐（香港）   |
| 雕鴞(助手)     |        | 第七話   | 上原明里／何凱怡（香港）   |
| 長尾虎貓       |        | 第八話   | 山下麻美／陳雪瑩（香港）   |
| 北狐           |        | 第九話   | 三森鈴子／何凱怡（香港）   |
| 銀狐           |        | 第九話   | 相坂優歌／鄧潔麗（香港）   |
| 水豚           |        | 第九話   | 杉村ちか子／顧詠雪（香港） |
| 草原扑翅鴷     |        | 第十話   | 浅野真澄                   |
| 灰狼           |        | 第十話   | 伊藤加奈惠／譚淑嫻（香港） |
| 網紋長頸鹿     |        | 第十話   | 野中藍／何凱怡（香港）     |
| 藪貓（前代）   |        | 第十話   | 野中藍                     |
| 金絲猴         |        | 第十一話 | 和多田美咲／陳姻岐（香港） |
| 棕熊           |        | 第十一話 | 松井惠理子／黃鳳兒（香港） |
| 非洲野犬       |        | 第十一話 | 立花理香／姜嘉蕾（香港）   |
| 土狼           |        | 第十二話 | 照井春佳                   |
| 海豚           |        | 第十二話 | 尾崎由香                   |

#### 動物朋友2登場角色
咕嚕嚕（聲：石川由依（日本）；顧詠雪（香港））
本作第二季主角之一。出生在類似研究實驗設備的建築物內，自稱自己是人類的生物。和藪貓與獰貓相遇後因為肚子餓的聲音受她取名為「咕嚕嚕」。擅長繪圖所以經常手持著素描本，夢想是想要回到自己心中的家。
藪貓（聲：尾崎由香（日本）；黎皓宜（香港））
本作第二季主角之一。本來以為要玩狩獵遊戲而追捕背包。後來因為擔心背包的安危，決定與背包一起展開尋找背包身世的旅程。
獰貓（聲：小池理子（日本）；陳雪瑩（香港））
本作第二季主角之一。和咕嚕嚕與藪貓相遇後，一行一起冒險到最後。動畫第一季第10話中，在公園導遊未來留下的訊息中，前代藪貓提到了獰貓。
幸運獸（聲：內田彩）
本作第二季神秘的機械獸。動物朋友們稱它做「Boss」。除非人類遇到危急，否則它只會對背包說話。
背包（聲：內田彩（日本）；維（香港））
第五話登場。本作第二季主角之一，過去一切成謎、也不知道自己是什麼生物。和藪貓相遇後受她取名為「背包」。有著們所沒有、如同人類的智慧，因此為們解決很多難題。實為人類管理員「未來」帽子裡的一根頭髮受到了砂之星影響後、誕生出來的「人類朋友」。於第二季第6集再次登場時，個性與外表變了很多。
大穿山甲（聲：小野早稀）
第一話登場。原為第一期動畫中灰狼撰寫的漫畫主角。第二季中受家犬委託，一起追著咕嚕嚕和藪貓獰貓一行人的偵探。
大犰狳（聲：本宮佳奈）
第一話登場。原為第一期動畫中與獅子等人在城堡內玩球的同伴之一。第二季中受家犬委託，一起追著咕嚕嚕和藪貓獰貓一行人的偵探。
浣熊（聲：小野早稀（日本）；陳頴琪（香港））
第十話登場。本作第二季看到未來的帽子「誕生」背包後，以為背包是帽子小偷進而追蹤背包與藪貓一行人。口頭禪是。
耳廓狐（聲：本宮佳奈（日本）；羅婉楓（香港））
第十話登場。本作第二季跟著浣熊一起追蹤背包與藪貓一行人。

#### PPP
JAPARI PARK的偶像組合，全名為「PENGUINS Performance Project.」。
皇家企鵝（聲：佐佐木未來（日本）／姜嘉蕾（香港））
第八話登場。本作第二季
皇帝企鵝（聲：根本流風）
第八話登場。本作第二季
巴布亞企鵝（聲：田村響華）
第八話登場。本作第二季
跳岩企鵝（聲：相羽亞衣奈）
第八話登場。本作第二季
漢波德企鵝（聲：築田行子）
第八話登場。本作第二季

#### 其他角色
| 中文名         | 日文名 | 登場集數 | 聲優                     |
| -------------- | ------ | -------- | ------------------------ |
| 驢子           |        | 第一話   | 石原夏織                 |
| 花斑鴨         |        | 第一話   | 金子有希                 |
| 大貓熊         |        | 第二話   | 前田佳織里               |
| 小貓熊         |        | 第二話   | 遠野光                   |
| 寬吻海豚       |        | 第三話   | 木野日菜                 |
| 加州海獅       |        | 第三話   | 吉岡茉祐                 |
| 土狼           |        | 第四話   | 照井春佳                 |
| 草原扑翅鴷     |        | 第四話   | 浅野真澄                 |
| 吸血蝙蝠       |        | 第四話   | Mewhan                   |
| 金剛猩猩       |        | 第五話   | 沼倉愛美                 |
| 灣鱷           |        | 第五話   | 五十嵐裕美               |
| 眼鏡凱門鱷     |        | 第五話   | 大和田仁美               |
| 花豹           |        | 第五話   | 松田利冴                 |
| 黑豹           |        | 第五話   | 松田颯水                 |
| 東北虎         |        | 第五話   | 浅野真澄                 |
| 白臉角鴞(博士) |        | 第六話   | 三上枝織／陳姻岐（香港） |
| 雕鴞(助手)     |        | 第六話   | 上原明里／何凱怡（香港） |

| 中文名     | 日文名 | 登場集數 | 聲優                     |
| ---------- | ------ | -------- | ------------------------ |
| 獵豹       |        | 第七話   | 水橋香織                 |
| 叉角羚羊   |        | 第七話   | 高森奈津美               |
| 走鵑       |        | 第七話   | 高柳知葉                 |
| 長尾虎貓   |        | 第八話   | 山下麻美／陳雪瑩（香港） |
| 朱鷺       |        | 第八話   | 金田朋子／譚淑嫻（香港） |
| 貉         |        | 第八話   | 加藤里保菜               |
| 北極海鸚   |        | 第八話   | Azuma Lim                |
| 牛羚       |        | 第八話   | あま津うに               |
| 湯氏瞪羚   |        | 第八話   | 梅原サエリ               |
| 家犬       |        | 第九話   | 井口裕香                 |
| 華美風鳥   |        | 第九話   | 八木ましろ               |
| 西六線風鳥 |        | 第九話   | 菅まどか                 |
| 旅鴿       |        | 第十話   | 白石涼子                 |
| 大耳狐     |        | 第十話   | 諏訪彩花                 |
| 豬         |        | 第十話   | 下地紫野                 |
| 黃綠龜殼花 |        | 第十話   | 伊瀨茉莉也               |

### 製作人員
動物朋友
- 製作委員會：動物朋友企劃[5]
- 概念設定：吉崎觀音
- 導演、劇本統籌、編劇：達紀(たつき)
- 音響指導：阿部信行
- 作畫指導：伊佐佳久
- 美術指導：白水優子
- 音樂：立山秋航
- 動畫製作：YAOYOROZU

動物朋友2
- 製作委員會：動物朋友企劃2A
- 導演：木村隆一
- 副導演：安藤尚也
- 劇本統籌：增本拓也
- 編劇：增本拓也、有賀ひかる
- CG指導：谷口英男
- 美術指導：小幡和寛
- 攝影指導: 椎名優希、丹羽拓也
- 音響指導：阿部信行
- 音樂：立山秋航
- 音樂製作：ビクターエンタテインメント
- 動畫製作：トマソン

### 主題曲

#### 動物朋友
片頭曲
作詞、作曲、編曲：大石昌良，主唱：動物餅乾×PPP
片尾曲
作詞、作曲、主唱：，編曲：R_Men_Soul
插曲
作詞、作曲、編曲：halyosy，主唱：PPP
劇中曲（第12話）
作曲：Vincent Youmans

#### 動物朋友2
片頭曲
作詞、作曲、編曲：大石昌良，主唱：動物餅乾×PPP
片尾曲（第1~5话）
作詞、作曲、主唱：，主唱：Gothic×Luck
片尾曲（第6~11话）
作词：林英树，作曲、编曲：佐藤纯一，主唱：Gothic×Luck
片尾曲「（ただいま版）」（第12话）
作詞、作曲、編曲：大石昌良，主唱：うぃあーふれんず！
插曲（第8话、第11话）
作詞、作曲、編曲：halyosy，Rap歌词：らっぷびと，主唱：PPP

### 各話列表
| 話數      | 日文標題 | 中文標題     | 劇本            | 分鏡       | 演出              | 作畫監督 | CG監督   |
| 動物朋友  | 動物朋友 | 動物朋友     | 動物朋友        | 動物朋友   | 動物朋友          | 動物朋友 | 動物朋友 |
| --------- | -------- | ------------ | --------------- | ---------- | ----------------- | -------- | -------- |
| 第1話     |          | 熱帶莽原地區 | 達紀            | 達紀       | 達紀              | 伊佐佳久 | 不適用   |
| 第2話     |          | 叢林地區     | 達紀            | 達紀       | 達紀              | 伊佐佳久 |          |
| 第3話     |          | 高山         | 達紀            | 達紀       | 達紀              | 伊佐佳久 |          |
| 第4話     |          | 沙漠地區     | 達紀            | 達紀       | 達紀              | 伊佐佳久 |          |
| 第5話     |          | 湖畔         | 達紀            | 達紀       | 達紀              | 伊佐佳久 |          |
| 第6話     |          | 平原         | 達紀            | 達紀       | 達紀              | 伊佐佳久 |          |
| 第7話     |          | JAPARI圖書館 | 達紀            | 達紀       | 達紀              | 伊佐佳久 |          |
| 第8話     |          | PPP演唱會    | 達紀            | 達紀       | 達紀              | 伊佐佳久 |          |
| 第9話     |          | 雪山地區     | 達紀            | 達紀       | 達紀              | 伊佐佳久 |          |
| 第10話    |          | 小木屋       | 達紀            | 達紀       | 達紀              | 伊佐佳久 |          |
| 第11話    |          | 天藍怪       | 達紀            | 達紀       | 達紀              | 伊佐佳久 |          |
| 第12話    |          | 遊樂園       | 達紀            | 達紀       | 達紀              | 伊佐佳久 |          |
| 第12.1話  |          | 類似巴士的   | 不適用          | 不適用     | 不適用            | 不適用   | 不適用   |
| 動物朋友2 |          |              |                 |            |                   |          |          |
| 第1話     |          | 記憶的另一側 | 增本拓也        | 安藤尚也   | 安藤尚也          | 不適用   | 谷口英男 |
| 第2話     |          | 熊貓與熊貓   | 增本拓也 有賀光 | 堀内良平   | 堀内良平          |          | 谷口英男 |
| 第3話     |          | 海洋的動物   | 增本拓也        | 佐藤照雄   | 雄谷將仁          |          | 谷口英男 |
| 第4話     |          | 各種各樣的家 | 增本拓也        | 鈴木卓夫   | 鈴木卓夫          |          | 谷口英男 |
| 第5話     |          | 人的力量     | 增本拓也        | 安藤尚也   | 堀内良平          |          | 谷口英男 |
| 第6話     |          | 新的早晨     | 增本拓也        | 木村隆一   | 飯村正之          |          | 谷口英男 |
| 第7話     |          | 速度的前方   | 增本拓也        | 石山貴明   | 鈴木卓夫          |          | 谷口英男 |
| 第8話     |          | 新曲LIVE     | 增本拓也        | 關谷真實子 | 關谷真實子        |          | 谷口英男 |
| 第9話     |          | 歡迎回家     | 增本拓也        | 石山貴明   | 雄谷將仁          |          | 谷口英男 |
| 第10話    |          | 住店         | 增本拓也        | 安藤尚也   | 安藤尚也 中込健人 |          | 谷口英男 |
| 第11話    |          | 海的心情     | 增本拓也        | 島崎奈奈子 | 堀內良平          |          | 谷口英男 |
| 第12話    |          | 我回來了     | 增本拓也        | 安藤尚也   | 安藤尚也          |          | 谷口英男 |

### 播放電視台
日本深夜動畫：下文記載的日本国内播放時間使用日本標準時間（UTC+9）表示。因為部分時間标识會採用30小时制，因此請留意这类超过24:00的时间，其實際播放時間為翌日清晨。
| 播放地區   | 播放電視台   | 播出日期               | 播出時間                                                                      | 所屬聯播網   | 備註                      |
| ---------- | ------------ | ---------------------- | ----------------------------------------------------------------------------- | ------------ | ------------------------- |
| 關東廣域圈 | 東京電視台   | 2017年1月10日－3月28日 | 星期二 25時35分－26時05分                                                     | 東京電視網   | 製作委員會方式參與        |
| 大阪府     | 大阪電視台   | 2017年1月10日－3月28日 | 星期二 25時35分－26時05分                                                     | 東京電視網   |                           |
| 愛知縣     | 愛知電視台   | 2017年1月10日－3月28日 | 星期二 27時05分－27時35分                                                     | 東京電視網   |                           |
| 日本全國   | AT-X         | 2017年1月12日－3月29日 | 星期三 24時30分－25時00分                                                     | 衛星電視     | 製作委員會方式參與 有重播 |
| 鹿兒島縣   | 南日本放送   | 2017年4月28日－        | 星期五 25時30分－26時00分                                                     | 日本新聞網   |                           |
| 栃木縣     | 栃木電視台   | 2017年5月11日－        | 星期四 24時30分－25時00分                                                     | 獨立局       | 栃木縣境內實質再放送      |
| 青森縣     | 青森朝日放送 | 2017年6月10日－        | 星期六 26時00分－26時30分                                                     | 全日本新聞網 | [ 註 4 ]                  |
| 宮城縣     | 仙台放送     | 2017年6月20日－        | 星期二 26時30分－27時00分 星期三 26時45分－27時15分 星期四 26時40分－27時10分 | 富士新聞網   |                           |
| 廣島縣     | 中國放送     | 2017年7月6日－         | 星期二 25時25分－25時55分                                                     | 日本新聞網   |                           |

| 刊登期間        | 更新時間                  | 刊登網站       | 備註                                    |
| --------------- | ------------------------- | -------------- | --------------------------------------- |
| 2017年1月7日－  | 星期日 12時00分 更新      | GYAO！         | 第1話免費收看，第2話之後1週內免費       |
| 2017年1月8日－  | 星期日 12時00分 更新      | U-NEXT         | 第一次上架之後的1個月內（31天）免費收看 |
| 2017年1月12日－ | 星期四 12時00分 更新      | d動畫商城      |                                         |
| 2017年1月12日－ | 星期四 23時00分－23時30分 | Niconico生放送 |                                         |
| 2017年1月13日－ | 星期五 12時00分 更新      | Niconico動畫   | 第1話免費收看                           |
| 2017年1月15日－ | 星期日 12時00分 更新      | 萬代頻道       | 第1話免費收看                           |

| ViuTV 星期六 16:30－17:00                                                     | ViuTV 星期六 16:30－17:00                      | ViuTV 星期六 16:30－17:00                            |
| ----------------------------------------------------------------------------- | ---------------------------------------------- | ---------------------------------------------------- |
|                                                                               | 動物朋友 （2018年1月20日－4月7日）             |                                                      |
| 粉紅豬小妹 第二季                                                             | 干物妹R                                        |                                                      |
| ViuTV 星期六 17:00－17:30                                                     |                                                |                                                      |
| 潔癖男子！青山君                                                              | 動物朋友2 （2019年12月7日－2020年2月22日）     | 小馬寶莉 第9季                                       |
| ViuTV 星期六 10:00－10:30 4月11日暫停播映                                     |                                                |                                                      |
| 熊熊遇見你 重播，第1－7集 （2020年1月4日－3月7日）                            | 動物朋友 重播 （2020年3月14日－2020年6月6日）  | 潘及的秘密日記 重播 （2020年6月13日－2020年12月5日） |
| ViuTV 星期六 10:00－10:30 2021年10月23日、10月30日、11月6日、11月20日暫停播映 |                                                |                                                      |
| 潔癖男子！青山君 重播 （2021年7月3日－9月18日）                               | 動物朋友2 重播 （2021年9月25日－2022年1月8日） | 悠猴與朋友仔 重播 （2022年1月15日－）                |

## 網路動畫
網路動畫於2018年8月12日開始在東京電視台所營運的網站「あにてれ」上，放送全新短篇故事系列《ようこそジャパリパーク》。此版本與電視動畫版沒有關聯，是以已經停止營運的遊戲版劇情為基礎進行改編。

### 製作團隊
- 企劃、原作 - 動物朋友製作委員會
- 概念設計 - 吉崎觀音
- 監督、腳本、動画、攝影、編輯 - 春日森春木
- 系列構成、腳本 - 釼持龍太郎
- 劇本監督 - 栗田真樹生
- 音響監督 - 阿部信行
- 音樂 - 立山秋航、松野恭平
- 製作人 - 梶井齊、加藤英治
- 協力 - ネクソン

## 舞台劇

#### 第一作《動物朋友》
舞台劇《動物朋友》（けものフレンズ）於2017年6月14日~18日在品川王子酒店 club eX劇場上演，共9場（追加2場）。村上大樹擔任劇本和導演。主要角色由動畫版聲優出演。6月18日18時的千秋樂公演在GYAO!上直播(付費)。舞台劇的DVD和OST將於11月29日發售。6月18日決定再次演出。時間為2018年1月13日至21日，演出地點為AiiA 2.5 Theater Tokyo。

##### 製作人員
- 剧本、演出：村上大树
- 主办：NELKE PLANNING

##### 演員列表
- 薮猫：尾崎由香
- 耳廓狐：本宫佳奈
- 浣熊：小野早稀
- 皇家企鹅：佐佐木未来
- 帝企鹅：根本流风
- 金图企鹅：田村响华
- 跳岩企鹅：相羽亞衣奈
- 汉波德企鹅：筑田行子
- 㺢㹢狓：野本萤
- 猛犸：仁藤萌乃
- 绵羊：西川美咲
- 白虎、剑齿虎：酒井兰
- 大火烈鸟：幸野优里亚
- 貉：加藤里保菜
- 黑豹：稻村梓
- 猎豹：石井玲歌
- 蓝鲸：伊藤梨花子

#### 第二作《降雪之夜的動物們》
《降雪之夜的動物們》（ゆきふるよるのけものたち）以雪山地區為舞台，於2018年11月8日~18日公演，共藪貓、浣狐、PPP with長尾虎貓三回。

##### 製作人員
- 剧本、演出：村上大树
- 主办：NELKE PLANNING

##### 演員列表
- 皇家企鹅：佐佐木未来
- 帝企鹅：根本流风
- 金图企鹅：田村响华
- 跳岩企鹅：相羽亞衣奈
- 汉波德企鹅：筑田行子
- 㺢㹢狓：野本萤
- 猛犸：仁藤萌乃
- 黑豹：稻村梓
- 银狐：铃木绚音
- 北狐：佐佐木琴子
- 袋獾：あまりかなり
- 阿法六线风鸟：菅圆
- 华美风鸟：八木真白
- 驯鹿：野中遥月
- 北极熊：田口实加
- 白头海雕：森憩斗
- 白虎：野口真绪

#### 《Anitere×=LOVE 舞台计划「动物朋友」》
《あにてれ×=LOVE ステージプロジェクト「けものフレンズ」》由Anitere、=LOVE和Amazon Japan合辦的舞台劇第一彈與動物朋友合作，於2018年2月15日至2月18日在AiiA 2.5 Theater Tokyo演出。

##### 製作人員
- 剧本、演出：川尻惠太
- 主办：代代木动画学院、Y&N Brothers

##### 演員列表
- 旅鸽：大谷映美里
- 古代袋獾：大場花菜
- 日本水獭：音嶋莉沙
- 亚利桑那美洲豹：齋藤樹愛羅
- 野槌蛇：齊藤なぎさ
- 西瓦鹿：佐佐木舞香
- 开普狮：佐竹音乃
- 日本狼：髙松瞳
- 大海雀：瀧脇笙古
- 原牛：野口衣織
- 冠恐鸟：諸橋沙夏
- 恐狼：山本杏奈

#### 第三作《「JAPARI STAGE!」～大大的耳朵與小小的奇蹟～》
《「JAPARI STAGE!」～大大的耳朵與小小的奇蹟～》（「JAPARI STAGE!」～おおきなみみとちいさなきせき～）於2019年9月27日至10月6日在品川王子酒店 club eX劇場上演。

##### 製作人員
- 剧本、演出：村上大树
- 主办：NELKE PLANNING

##### 演員列表
- 大耳狐：伊藤理理杏
- 㺢㹢狓：野本萤
- 貉：加藤里保菜
- 黑豹：稻村梓
- 白虎：野口真绪
- 凤尾绿咬鹃：森田凉花
- 非洲象：长谷川里桃
- 西伯利亚雪橇犬：小槙まこ
- 家猪：田崎礼奈
- 大嘴乌鸦：都筑里佳
- 鹤鸵：胁あかり
- 东北虎：藤山由依
- 金丝猴：山本文香
- 波布蛇：本西彩希帆
- 鲸头鹳：河上英里子
- 网纹长颈鹿：御林杏夏
- 苍鹰：宫本奈津美
- 白鹈鹕：日向みゆ

## 發行商品

### 圖鑑（附BD/DVD）
《動物朋友》的BD/DVD與多數動畫不同，以書籍形式發售。結合了再版的動物朋友圖鑑與BD/DVD，全六冊。內容包括大量吉崎觀音在設計時的資料，BD反而是附屬品。第一冊刊載對監督的訪談、第二冊則刊載負責美術的白水和負責設定的伊佐的訪談、第三冊介紹了主要的九名聲優以及部份角色的詳細設定。
| 卷數 | 發售日期      | 收錄話數        | ISBN                   |
| ---- | ------------- | --------------- | ---------------------- |
| 1    | 2017年3月25日 | 第1話 - 第2話   | ISBN 978-4-0410-5444-4 |
| 2    | 2017年4月26日 | 第3話 - 第4話   | ISBN 978-4-0410-5449-9 |
| 3    | 2017年5月26日 | 第5話 - 第6話   | ISBN 978-4-0410-5450-5 |
| 4    | 2017年6月26日 | 第7話 - 第8話   | ISBN 978-4-0410-5451-2 |
| 5    | 2017年7月26日 | 第9話 - 第10話  | ISBN 978-4-0410-5452-9 |
| 6    | 2017年8月26日 | 第11話 - 第12話 | ISBN 978-4-0410-5453-6 |

### 漫畫
以《動物朋友 -歡迎來到JAPARI PARK！-》為標題，於月刊少年Ace2015年7月號開始連載，由擔任作畫。
故事概要：一名夢想著可以照顧動物女孩的人類女孩菜菜來到傑帕力公園上任動物飼養員，她遇見了北狐和藪貓，並試著與她們相處。
| 集數 | KADOKAWA       | KADOKAWA               | 尖端出版      | 尖端出版               |
| 集數 | 發售日期       | ISBN                   | 發售日期      | ISBN                   |
| ---- | -------------- | ---------------------- | ------------- | ---------------------- |
| 1    | 2016年12月26日 | ISBN 978-4-0410-5109-2 | 2017年6月20日 | ISBN 978-957-107-507-5 |
| 2    | 2017年2月10日  | ISBN 978-4-0410-5110-8 | 2017年8月10日 | ISBN 978-957-107-617-1 |

### 漫畫精選集
| 卷數                                     | 角川書店       | 角川書店               | 台灣角川     | 台灣角川              |
| 卷數                                     | 發售日期       | ISBN                   | 發售日期     | ISBN                  |
| ---------------------------------------- | -------------- | ---------------------- | ------------ | --------------------- |
| 動物朋友漫畫精選集 傑帕力公園篇（）      |                |                        |              |                       |
| 全                                       | 2017年3月25日  | ISBN 978-4-04-105774-2 | 2018年8月9日 | ISBN 978-957-564321-8 |
| 動物朋友漫畫精選集 傑帕力咖啡廳篇（）    |                |                        |              |                       |
| 全                                       | 2017年4月28日  | ISBN 978-4-04-734654-3 | 2018年8月9日 | ISBN 978-957-564324-9 |
| 動物朋友漫畫精選集 傑帕力饅頭篇（）      |                |                        |              |                       |
| 全                                       | 2017年5月29日  | ISBN 978-4-04-069268-5 | 2018年8月9日 | ISBN 978-957-564323-2 |
| 動物朋友漫畫精選集 傑帕力巴士篇（）      |                |                        |              |                       |
| 全                                       | 2017年6月26日  | ISBN 978-4-04-892970-7 | 2018年8月9日 | ISBN 978-957-564325-6 |
| 動物朋友漫畫精選集 傑帕力公園篇 #2（）   |                |                        |              |                       |
| 全                                       | 2017年8月26日  | ISBN 978-4-04-105996-8 | 2018年8月9日 | ISBN 978-957-564322-5 |
| 動物朋友漫畫精選集 傑帕力咖啡廳篇 #2（） |                |                        |              |                       |
| 全                                       | 2017年9月30日  | ISBN 978-4-04-734809-7 |              |                       |
| 動物朋友漫畫精選集 傑帕力巴士篇 #2（）   |                |                        |              |                       |
| 全                                       | 2017年11月25日 | ISBN 978-4-04-893475-6 |              |                       |
| 動物朋友漫畫精選集 傑帕力公園篇 #3（）   |                |                        |              |                       |
| 全                                       | 2018年12月25日 | ISBN 978-4-04-106500-6 |              |                       |

### 其他書籍
- 2018年1月6日發售、ISBN 978-4-04-899435-4

- 2018年12月29日發售、ISBN 978-4-04-107853-2

## 迴響

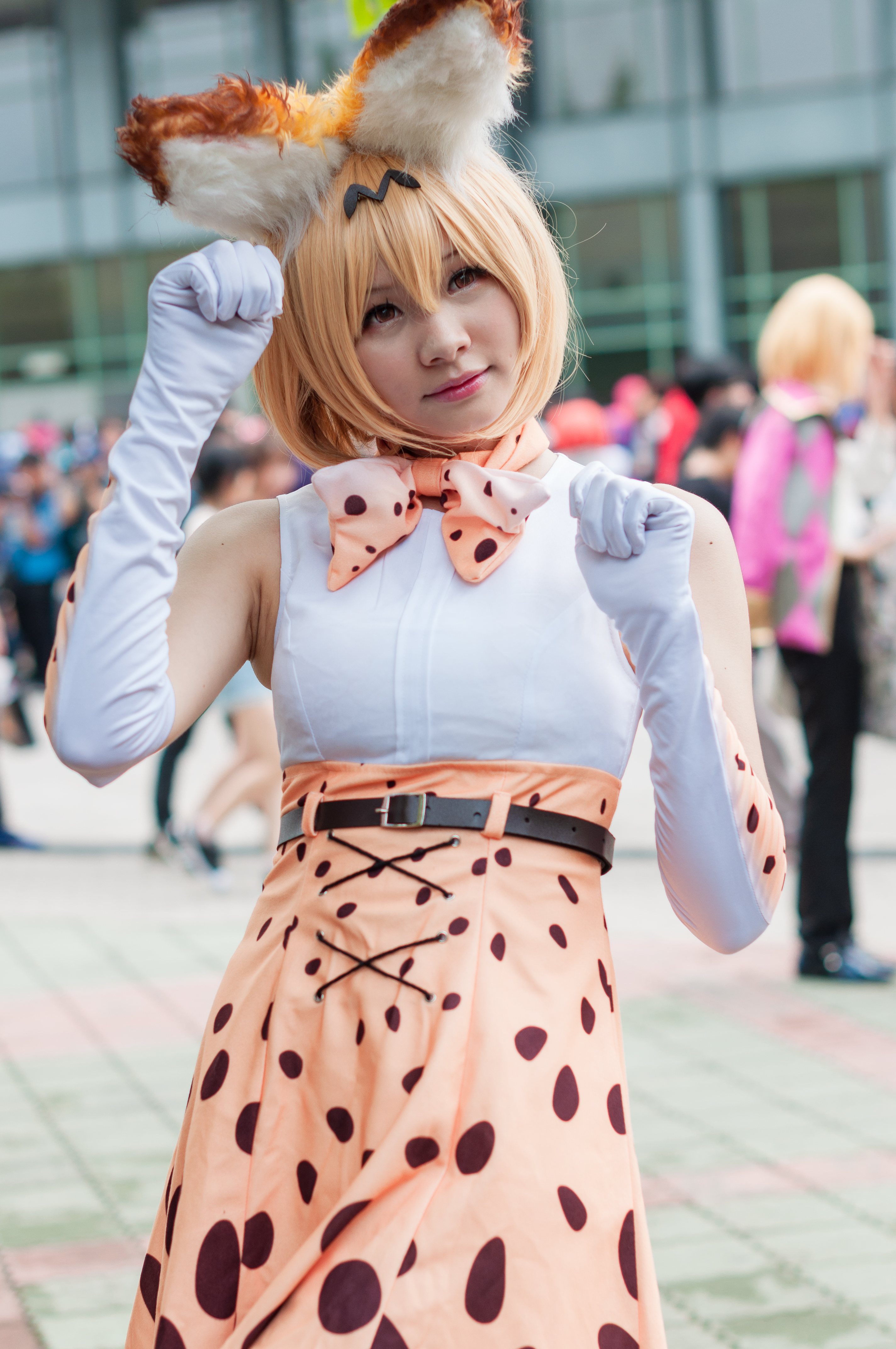
角色扮演成藪貓的Cosplayer。

### 熱潮
第一季電視動畫開播後，起初不受注意，亦因為3D作畫和分鏡品質參差而備受負評，直到播出第四集後開始在日本網路引發話題，並登上Twitter熱門關鍵字。截至2017年4月7日為止，動畫第一集在Niconico的點閱數超過1000萬人次。Twitter上除了出現許多形如「好好玩─！」、「好厲─害！」等動畫台詞及「你是擅長○○的朋友呢！」等模仿動畫台詞的推文，亦出現探討動畫設定的考察文章。此外，附有動畫BD的官方導覽書一度佔據亞馬遜日本「插畫集、官方書籍」分類排行榜前三名，動畫片頭曲也在iTunes名列前茅。
對於動畫引起的風潮，KADOKAWACOMICS編輯部編輯長梶井齊表示自己並沒有預想過會有如此盛況。梶井認為引發風潮的原因是第二話播出的片尾曲，在愛好者開始研究片尾曲及片尾畫面的內容後，熱潮於第三話擴散、第四話爆發。對於成為流行語的動畫台詞，如「好好玩─！」、「好厲─害！」等，梶井表示相當意外，就算想分析也毫無頭緒，他更表示這絕非製作方的刻意操作；而福原對此感到非常困惑，並表示自己是在看了網路上關於「為何《動物朋友》會受歡迎」的評論後才了解。
在第11集的後半段劇情裡，巨型天藍怪先後襲擊藪貓和背包，在未交代兩人生死的情況下結束，讓先前積極正向的劇情迅速地變得陰鬱沉重，如此意料之外的劇情使不少觀眾感到崩潰，網路論壇及監督的推特上因而出現了「救救我…」、「相信達紀監督！」、「拜託您」等留言，期望動畫監督能讓故事有一個好結局。
在動畫播出後，於動畫中負責解說的動物飼養員因而爆紅，日本各地動物園的遊客數量大幅增加。
根據《動物朋友》官方推特自行公布的數據，至2017年4月20日止，《動物朋友》第一卷和第二卷BD的累積銷量已超過12萬份。

### 愛上二次元的企鵝
日本東武動物公園的公漢波德企鵝「葡萄君」受到矚目。2007年時，葡萄君以前曾有母企鵝「小綠」相伴，但小綠邂逅另一隻年輕的企鵝「殿下君」便拋下葡萄君，此後葡萄君經常獨處。在2017年《動物朋友》與東武動物公園的合作活動中，園方在企鵝區內擺出以漢波德企鵝為原型設計的角色「フルル」；在活動期間，葡萄君總是守護在立牌旁，不時凝望著她或作出求愛行為。葡萄君的戀情受到包括フルル的配音員築田行子在內的許多祝福。葡萄君於2017年10月12日14時30分（UTC+9）去世，享年21歲（換算成人類年齡約70－80歲）。

### 以動物朋友命名的藪貓
2019年1月4日，上海動物園的三隻藪貓被命名為塔塔、諾諾、西西，取自於本作台詞「たーのしー」（好開心）。
2019年3月16日，台灣最大野生動物園頑皮世界野生動物園的兩隻藪貓被命名為卡邦、傻巴魯，取自動畫第一季兩名主角名字的音譯。

### 評論
評論家東浩紀在看第一話前半段後表示自己看不下去。而網站「アニメ!アニメ!」的月乃雫則表示「在第一話開頭的讀稿語氣、老掉牙的冒險故事都是讓人『不想看』的因素，而這麼做的觀眾也很多」，但在第一話結尾、幸運獸登場並對動物女孩不聞不問的表現，這樣的情節會讓觀眾認為「事有蹊蹺」。此外關於傑帕力公園內的機制、傑帕力饅頭的來源都很讓人在意。
《R25》的山中一生評論，《動物朋友》中「沒有反駁對方的言論」、「對一切事物總是認同並感嘆」的言論很像坐檯小姐的接客手法，這可能是作品受到歡迎的原因。

## 獎項
2017年9月25日，《動物朋友》贏得了Twitter的年度動漫趨勢大獎。
2018年7月21日，《動物朋友》成為日本星雲獎「電影‧表演‧多媒體部門」第49回的得獎作品。

## 爭議
2017年9月25日，動畫版監督達紀在推特公告「事發突然，離開了《動物朋友》動畫事務，大概好像是角川的指示吧，對不起，我也感到遺憾。」引起大量日本等地區愛好者關注跟不平。

## 外部連結
- 《動物朋友》官方網站 （页面存档备份，存于）（日語）
- 《動物朋友》遊戲官方網站（日語）
- 《動物朋友PAVILION》遊戲官方網站 （页面存档备份，存于）（日語）
- 《動物朋友3》遊戲官方網站 （页面存档备份，存于）（日語）
- 《動物朋友》官方的X（前Twitter）（日語）
- YouTube上的《動物朋友》官方頻道（日語）
- 《動物朋友》在KADOKAWA的頁面 （页面存档备份，存于）（日語）